# FBŠ Slavia Plzeň
FBŠ SLAVIA Plzeň (podle sponzora také FBŠ SLAVIA Fat Pipe Plzeň) je plzeňský florbalový klub založený v roce 2008.
Mužský tým hraje od sezóny 2024/2025 poprvé 1. ligu mužů (druhou nejvyšší soutěž), do které postoupil jen dva roky po postupu do Národní ligy. Již v tomto prvním ročníku postoupil do play-off.
Ženský tým hraje od sezóny 2014/2015 1. ligu žen. Na jednu sezónu 2018/2019 postoupil až do ženské extraligy. V letech 2017 a 2023 se probojoval do čtvrtfinále Poháru Českého florbalu.

## Mužský tým
| Sezóna    | Úroveň | Soutěž       | Umístění | Poznámka                                                                                     |
| --------- | ------ | ------------ | -------- | -------------------------------------------------------------------------------------------- |
| 2021/2022 | 4      | Divize       |          | Výhra v 2. kole play-up proti Sokol Rudná – Postup do vyšší ligy                             |
| 2022/2023 | 3      | Národní liga |          | Prohra ve finále play-off proti ASK Orka Čelákovice – Prohra v baráži proti FAT PIPE Start98 |
| 2023/2024 | 3      | Národní liga |          | Vítězství ve finále play-off proti Florbal Náchod – Postup do vyšší ligy                     |
| 2024/2025 | 2      | 1. liga      | 10.      | Vypadnutí v osmifinále play-off proti Torpedo Havířov                                        |

## Ženský tým
| Sezóna    | Úroveň | Soutěž          | Umístění | Poznámka                                                                            |
| --------- | ------ | --------------- | -------- | ----------------------------------------------------------------------------------- |
| 2013/2014 | 3      | 2. liga         |          | První místo v baráži – Postup do vyšší ligy                                         |
| 2014/2015 | 2      | 1. liga         |          | Prohra ve finále play-off proti Bulldogs Brno                                       |
| 2015/2016 | 2      | 1. liga         |          | Vypadnutí v semifinále play-off proti FbC Panthers                                  |
| 2016/2017 | 2      | 1. liga (západ) |          | Vypadnutí ve čtvrtfinále play-off proti Tatran Střešovice                           |
| 2017/2018 | 2      | 1. liga (západ) | 1.       | Vítězství ve finále play-off proti itelligence Bulldogs Brno – Postup do vyšší ligy |
| 2018/2019 | 1      | Extraliga       | 12.      | Prohra v 2. kole play-down proti K1 Florbal Židenice – Sestup do nižší ligy         |
| 2019/2020 | 2      | 1. liga (západ) |          | Vypadnutí v osmifinále play-off proti Rudý Dračice Mladých Nadějí Týn               |
| 2020/2021 | 2      | 1. liga (západ) |          | Sezóna ukončena po neúplných šesti odehraných kolech základní části.                |
| 2021/2022 | 2      | 1. liga (západ) |          | Vypadnutí ve čtvrtfinále play-off proti Crazy girls FBC Liberec                     |
| 2022/2023 | 2      | 1. liga (západ) |          | Vypadnutí ve čtvrtfinále play-off proti Black Angels                                |
| 2023/2024 | 2      | 1. liga (západ) |          | Vypadnutí v osmifinále play-off proti TJ Sokol Královské Vinohrady                  |
| 2024/2025 | 2      | 1. liga (západ) |          | Vypadnutí v osmifinále play-off proti Florbal Chomutov                              |